# 요네다 요코
요네다 요코(米田容子, 1975년 11월 22일 ~ )는 일본의 아티스틱스위밍 선수로, 2000년 하계 올림픽과 2004년 하계 올림픽에 출전했다. 언니 요네다 유코의 언니 또한 아티스틱스위밍 선수이다.